# Svenska Kullagerfabriken

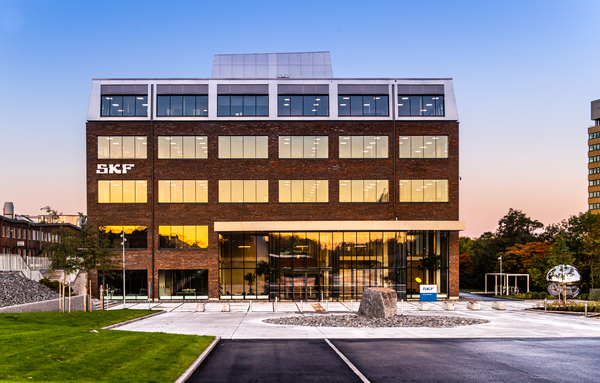
Firmensitz in Göteborg

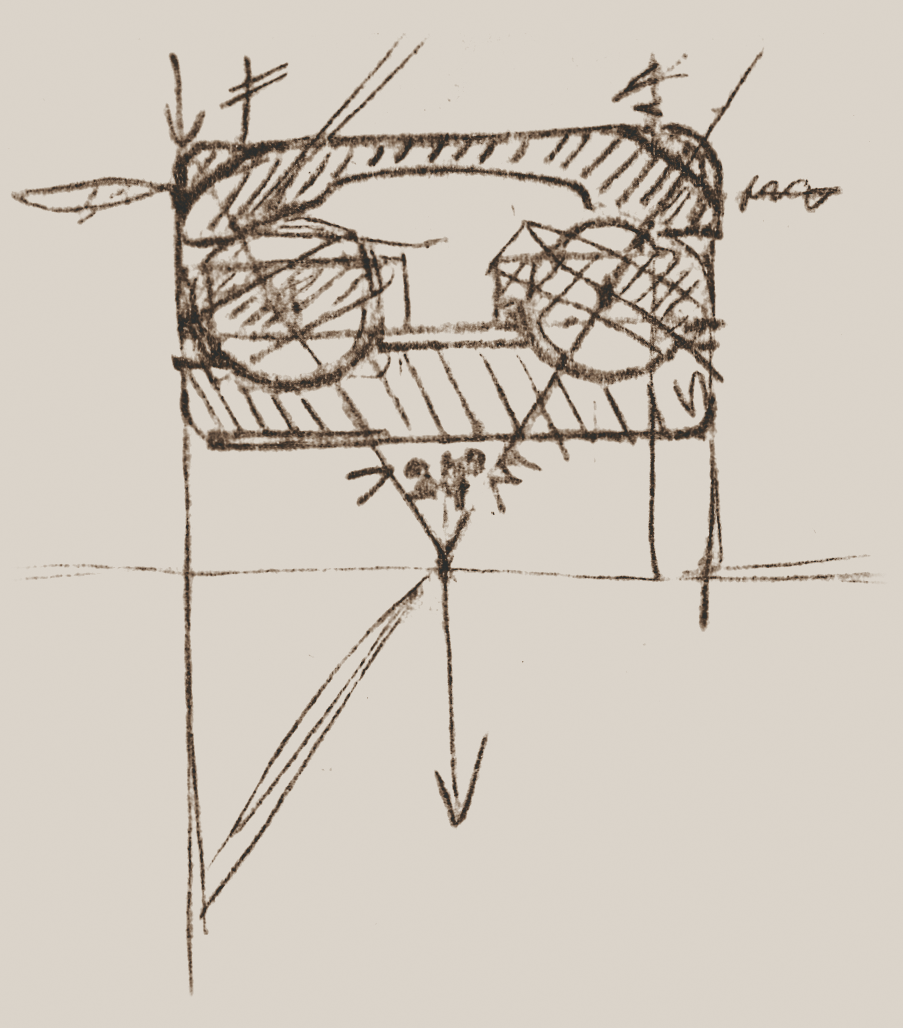
Pendelkugellager von Sven Wingqvist (Originalskizze)

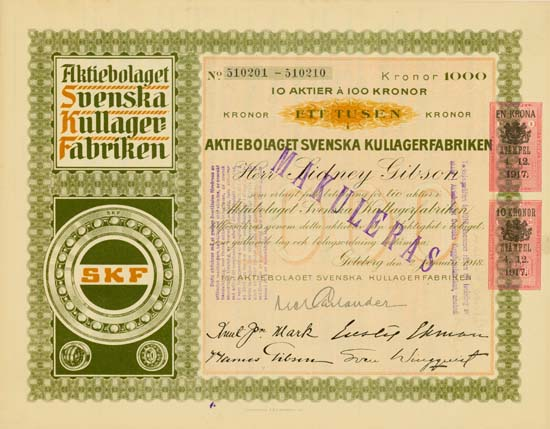
Sammelaktie 10 × 100 Kronen der AB Svenska Kullagerfabriken vom 2. Januar 1918

Die AB SKF ist ein schwedischer Hersteller von Wälzlagern, Dichtungen und Bauteilen zur Schmierung von Bauteilen sowie Mechatronik (Linearsysteme, Aktuatorik, Vorspannwerkzeuge) mit Sitz in Göteborg.
SKF steht für die Anfangsbuchstaben von Svenska KullagerFabriken.
Von 1929 bis 1953 hieß die SKF in Deutschland Vereinigte Kugellagerfabriken AG (VKF) und hatte ihren Hauptsitz in Schweinfurt.
SKF befindet sich im Mehrheitsbesitz der Familie Wallenberg.

## Aktuelle Geschäftssituation
Die AB SKF hat ihren Geschäftssitz in Göteborg, 42 641 Mitarbeiter und 129 Produktionsstätten in 28 Ländern, die im aktuellen ISO-14001-Zertifikat der Gruppe berücksichtigt sind. Die SKF-Gruppe ist weltweit in über 130 Ländern vertreten.

## Geschichte von der Gründung bis 1960
SKF wurde 1907 in Göteborg gegründet, um das Pendelkugellager, eine Erfindung des schwedischen Ingenieurs Sven Gustaf Wingqvist, industriell zu nutzen. Das Unternehmen wuchs schnell, und 1918 hatte SKF 12.000 Angestellte in zwölf Fabriken in verschiedenen Ländern. In den folgenden Jahren wurden weitere Kugel- und Rollenlager entwickelt.
1915 wurde auch die Tochtergesellschaft Volvo AB gegründet, die Testfahrzeuge herstellte und 1935 unabhängig wurde. Weitere Entwicklungen wie das Axial-Pendelrollenlager 1940 und weitere Speziallager trugen zum Wachstum des schwedischen Konzerns bei.

## Jüngere Unternehmensgeschichte

### Akquisitionen und Veräußerungen der SKF

#### 1980 bis 1999
1988 kaufte SKF die Wälzlagersparte der österreichischen Steyr-Daimler-Puch AG.
Der 1990 erworbene Dichtungshersteller Chicago Rawhide ist heute Teil des Geschäftsbereiches SKF Sealing Solutions, zu dem auch ein SKF Werk in Leverkusen zählt.
In den folgenden Jahren veränderte der SKF-Konzern sein Geschäftsfeld mehr und mehr und entwickelte sich vom reinen Wälzlagerhersteller mit eigenem Stahlwerk zu einem führenden Anbieter von Produkten und Dienstleistungen rund um die Antriebstechnik. SKF erwarb seit 1995 Unternehmen in verschiedenen Bereichen der Antriebstechnik und gründete Gemeinschaftsunternehmen in China.

#### 2000 bis heute
Im Jahr 2002 verkaufte SKF das Textilmaschinenwerk in Stuttgart, 2005 trennte sich die SKF-Gruppe vom Stahlhersteller Ovako.
Auch in den folgenden Jahren machte das Unternehmen SKF durch verschiedene Akquisitionen Schlagzeilen, darunter der Kauf der Willy Vogel AG, eines Herstellers für Zentralschmieranlagen aus Berlin im Jahr 2004 und von Economos, einem österreichischen Dichtungshersteller im Jahr 2006, der bis dahin zur Salzer Holding gehörte.
Im Jahr 2007 feierte die SKF-Gruppe ihr 100-jähriges Bestehen im Kreise ihrer Mitarbeiter und Kunden mit zahlreichen nationalen und internationalen Veranstaltungen. Im Dezember 2010 übernahm die SKF-Gruppe auch den amerikanischen Schmiersystemhersteller Lincoln Industrial.
Anfang 2013 wurde die Übernahme der Maschinenbausparte von Blohm + Voss, Blohm + Voss Industries (BVI), von Star Capital Partners abgeschlossen. Nach einer Umbenennung in SKF Blohm + Voss Industries GmbH firmiert das Unternehmen heute unter dem Namen SKF Marine GmbH.
Im September 2013 wurde die amerikanische Kaydon Corporation übernommen, diese ist Marktführer bei geteilten und Dünnringlagern. Damit kam auch Cooper Bearings zu SKF, deren Gründer Thomas Cooper im Jahr 1907 das geteilte Wälzlager erfunden hatte.

## SKF in Deutschland – Geschichte und Gegenwart

### 1890 bis 1945
Die Geschichte der SKF in Deutschland begann bereits vor der Gründung des schwedischen Mutterkonzerns 1907, nämlich im Jahr 1890 in Schweinfurt, als Wilhelm Höpflinger und Engelbert Fries zunächst die Deutsche Gussstahlkugelfabrik Fries & Höpflinger AG und dann 1893 in Düsseldorf eine Verkaufsgesellschaft gründeten.
Die AB Svenska Kullagerfabriken eröffneten 1908 eine Verkaufsgesellschaft in Düsseldorf. Im Jahr 1914 beteiligte sich das Unternehmen zur Hälfte an der 1904 von Albert Hirth in Cannstatt gegründeten Norma Compagnie GmbH. Letztere gründete Hirth ursprünglich als Entwicklungsunternehmen für die ebenfalls von ihm gegründeten Fortuna-Werke. Norma produzierte, bevor die Firma Selbstständigkeit erlangte, in den Fabrikhallen der Fortuna-Werke.
Ab 1925 verfolgte SKF in Deutschland gegenüber den Mitbewerbern eine aggressive Expansionsstrategie. Ende 1925 wurde die Norma Compagnie GmbH in die SKF Norma AG umfirmiert und Mitte 1929 übernahm diese Gesellschaft die Wälzlagerabteilung von Fichtel & Sachs in Schweinfurt und das Unternehmen Fries & Höpflinger in Schweinfurt. Zusätzlich wurden die Maschinenfabrik Rheinland (Krefeld) und die Berliner Kugellager-Fabrik A. Riebe erworben. Ab September 1929 lautete der Name des Fusionunternehmens mit Sitz in Berlin Vereinigte Kugellagerfabriken AG (VKF), Hauptaktionär war die schwedische Muttergesellschaft. Anfang 1930 folgte noch die Übernahme des Kugellagergeschäftes der Berlin-Karlsruher Industrie-Werke. 1931 wurde die Produktion auf Schweinfurt und Stuttgart-Cannstatt konzentriert und 1932 der Sitz der Gesellschaft nach Schweinfurt verlegt. Die kleineren Werke in Berlin und Krefeld wurden nach und nach stillgelegt. Im Aufsichtsrat saßen u. a. Ernst Sachs, Peter Klöckner, Fritz Thyssen und Günther Quandt. Nach Abschluss des Konzentrationsprozesses besaß VKF 80 % der deutschen Produktionskapazitäten. Einzig verbliebener deutscher Wettbewerber war FAG Kugelfischer.
Im Jahr 1938 entstand ein Zweigwerk in Erkner bei Berlin. Dies erfolgte im Rahmen der Produktionsdezentralisierung, da der Wälzlagerhersteller zur kriegswichtigen Schlüsselindustrie gehörte. Es bestand bis 1945.
Zumindest im Stammwerk Schweinfurt wurden während des Zweiten Weltkriegs Zwangsarbeiter eingesetzt.

### Wachstum von 1945 bis in die 1960er Jahre

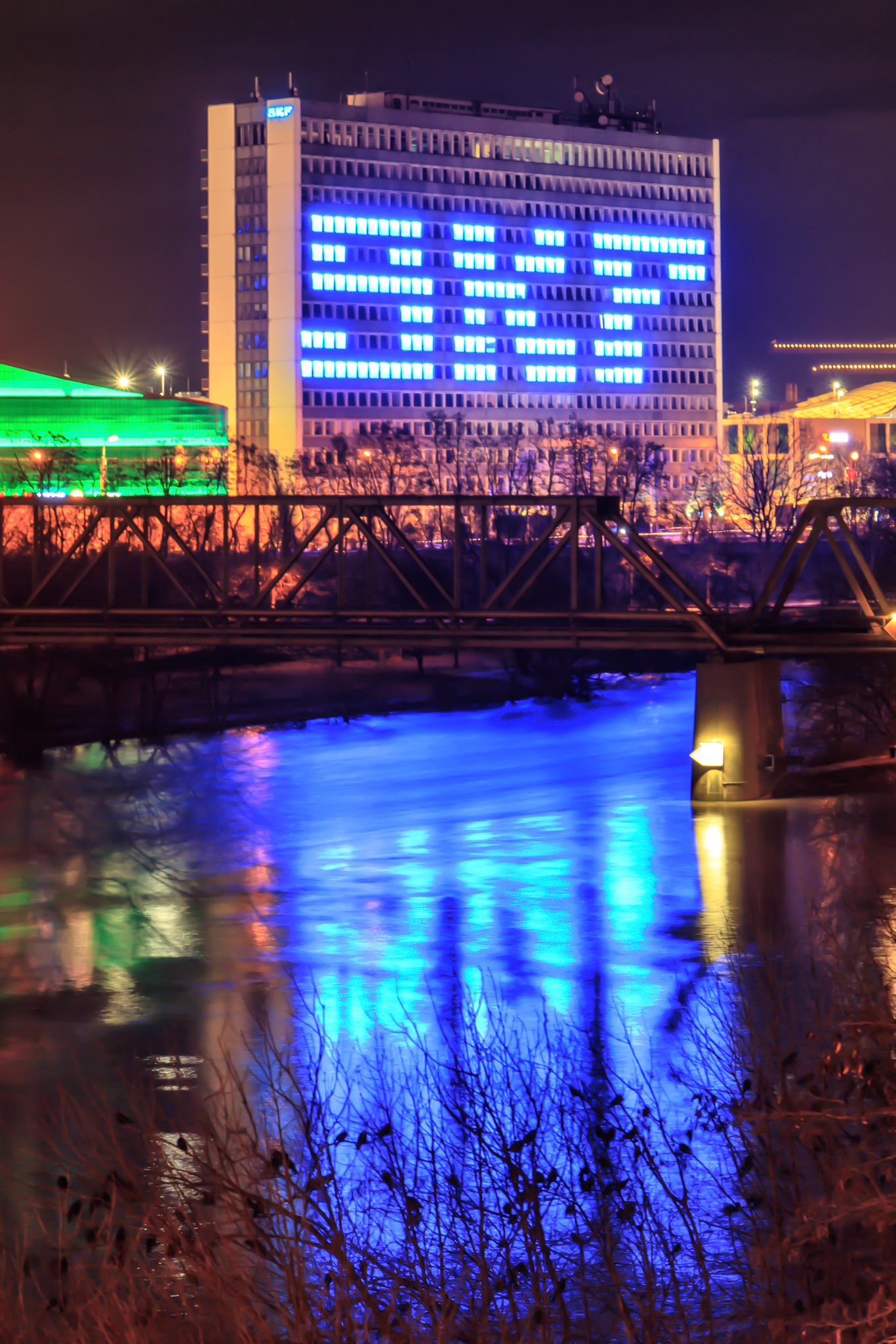
Das SKF-Hochhaus in Schweinfurt (2012)

Im Jahr 1953 erfolgte die Änderung der Rechtsform und des Namens von Vereinigte Kugellagerfabriken AG in SKF Kugellagerfabriken GmbH. Unter den Schweden Harald Hamberg (1932–1941) und Gunnar Wester (1955–1964) war die deutsche SKF GmbH die mit Abstand größte und ertragsstärkste Einheit innerhalb des SKF-Konzerns.
Das Wälzlager-Werk in Lüchow gehört seit 1960 zur SKF-Gruppe. In den 1960er Jahren beschäftigte das Unternehmen allein in Schweinfurt über 10.000 Mitarbeiter, damals entstand das repräsentative 14-geschossige Verwaltungshochhaus, das bis heute die Zentrale der SKF GmbH in Deutschland geblieben ist.

### Wirtschaftskrise und Rationalisierungen seit den 1970er Jahren

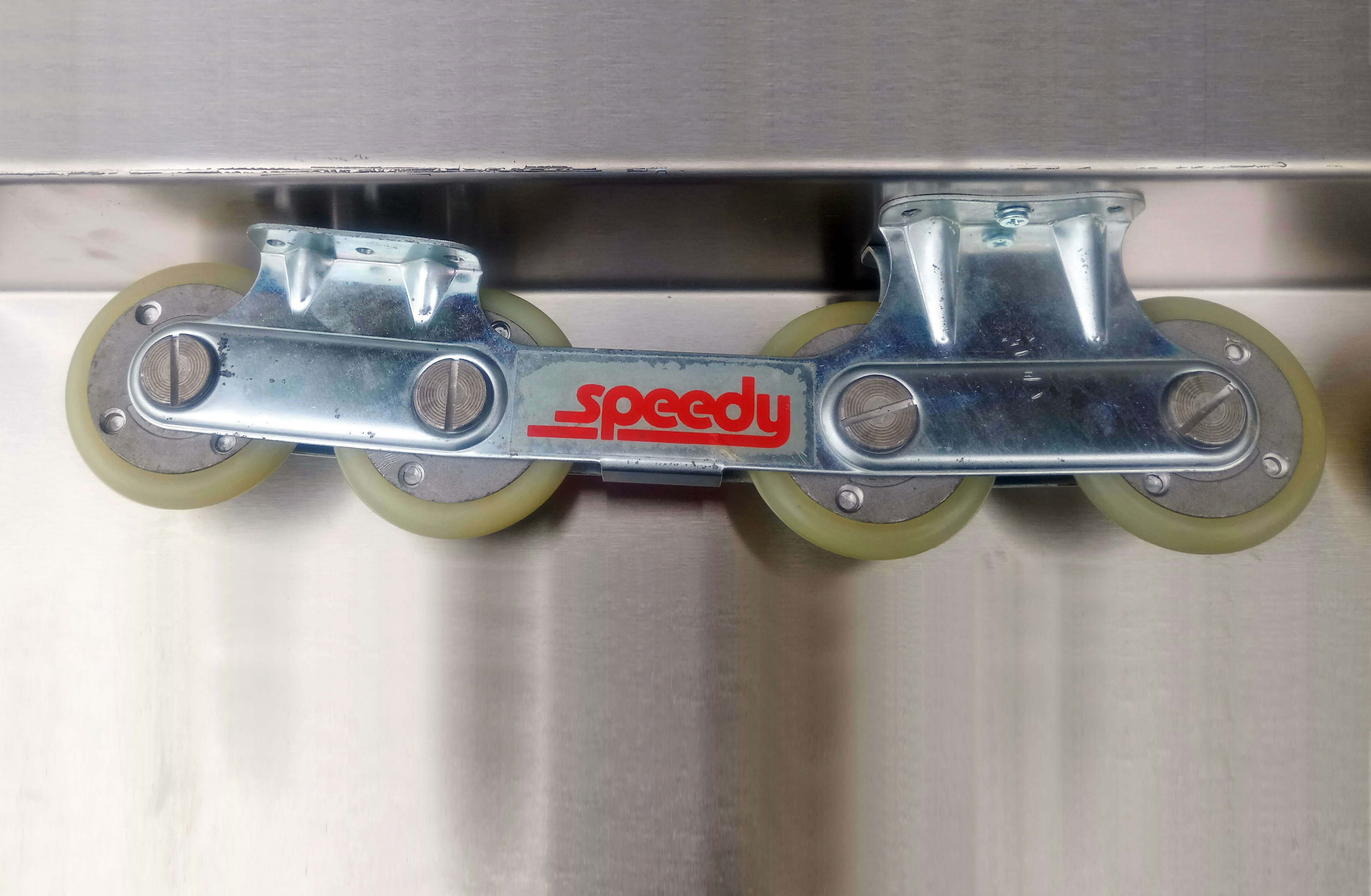
SKF-Speedy, 1977–78

Während der Wirtschaftskrise der 1970er Jahre gerieten verschiedene SKF-Werke, so auch das Werk in Schweinfurt und in Stuttgart-Bad Cannstatt in wirtschaftliche Bedrängnis.
Über die SKF Kugellagerfabriken GmbH in Schweinfurt wurde im November 1972 berichtet, sie habe seit 1970 die Beschäftigtenzahl von 17.000 auf 15.800 verringert und die Konzernleitung plane einen weiteren Belegschaftsabbau bis Ende 1973 auf rund 14.500 Beschäftigte. Am 12. Dezember 1976 streikten bei SKF in Schweinfurt erneut mehrere Stunden lang etwa 2000 Mitarbeiter in den Werken 1, 2 und 3 gegen Entlassungen. Vom damals außerhalb gelegenen Werk 3 wurde eine Demonstration zum Werk 1 in der Innenstadt veranstaltet.
Unter dem Entwicklungsleiter Joe Hertz wurde bei SKF in Schweinfurt 1974 das System „Speedy“ entwickelt, welches im Grunde genommen ein Inline-Skate-Chassis mit passenden Rädern war, es kam 1977 auf den Markt und verfügte auch über einwechselbare Schlittschuhkufen. Da kein passender Schuh mitangeboten wurde, musste ein Käufer Schlittschuhe kaufen und die vorhandene Kufe entfernen lassen. Bereits 1978 wurde die Produktion wieder eingestellt, da man ein Konsumprodukt als nachteilig für das Produktportfolio betrachtete.
Die Entlassungswelle erreichte bald auch Stuttgart-Bad Cannstatt, wo im Jahr 1970 immerhin 2800 SKF-Mitarbeiter streikten und sich die Streiks noch mindestens bis 1977 fortsetzten. Am 27. Mai 1977 begann im Anschluss an eine Belegschaftsversammlung bei SKF in Stuttgart-Bad Cannstatt ein mehrtägiger Streik gegen die drohende Vernichtung von 400 weiteren Arbeitsplätzen durch geplante Produktionsverlagerungen.
Der stetige Personalabbau, der sich ab Ende der 1980er Jahre aufgrund durchgreifender Rationalisierungen weiter beschleunigte, führte letztlich zur Stilllegung der Werke in Bad Cannstatt (2001) und Etzenhofen (2005). Ende 2007 hatte die deutsche SKF noch knapp 6000 Beschäftigte, davon 4300 in Schweinfurt, in der Hauptverwaltung und den Werken 2 bis 4.

### Die heutige SKF in Deutschland
Zum SKF-Konzern in Deutschland gehört neben den Werken in Schweinfurt auch die SKF Lubrication Systems Germany GmbH mit Produktionsstätten in Berlin und Walldorf. Der Geschäftsbereich „Lineartechnik und Aktuatorik“ wurde 2018 an die Investment- und Beteiligungsgesellschaft Triton veräußert und firmiert ab Oktober 2019 unter dem Namen und Markenauftritt Ewellix.
Des Weiteren befindet sich an dem Standort in Leverkusen-Opladen die SKF Sealing Solutions GmbH, in der Dichtungen aller Art für den automotiven Bereich hergestellt werden. Weitere SKF-Werke befinden sich in Lüchow (Wendland) und Mühlheim an der Donau. Seit dem Kauf der Economos 2006 gehört deren Fertigungswerk in Bietigheim-Bissingen zur SKF-Gruppe.

## SKF in Österreich und der Schweiz

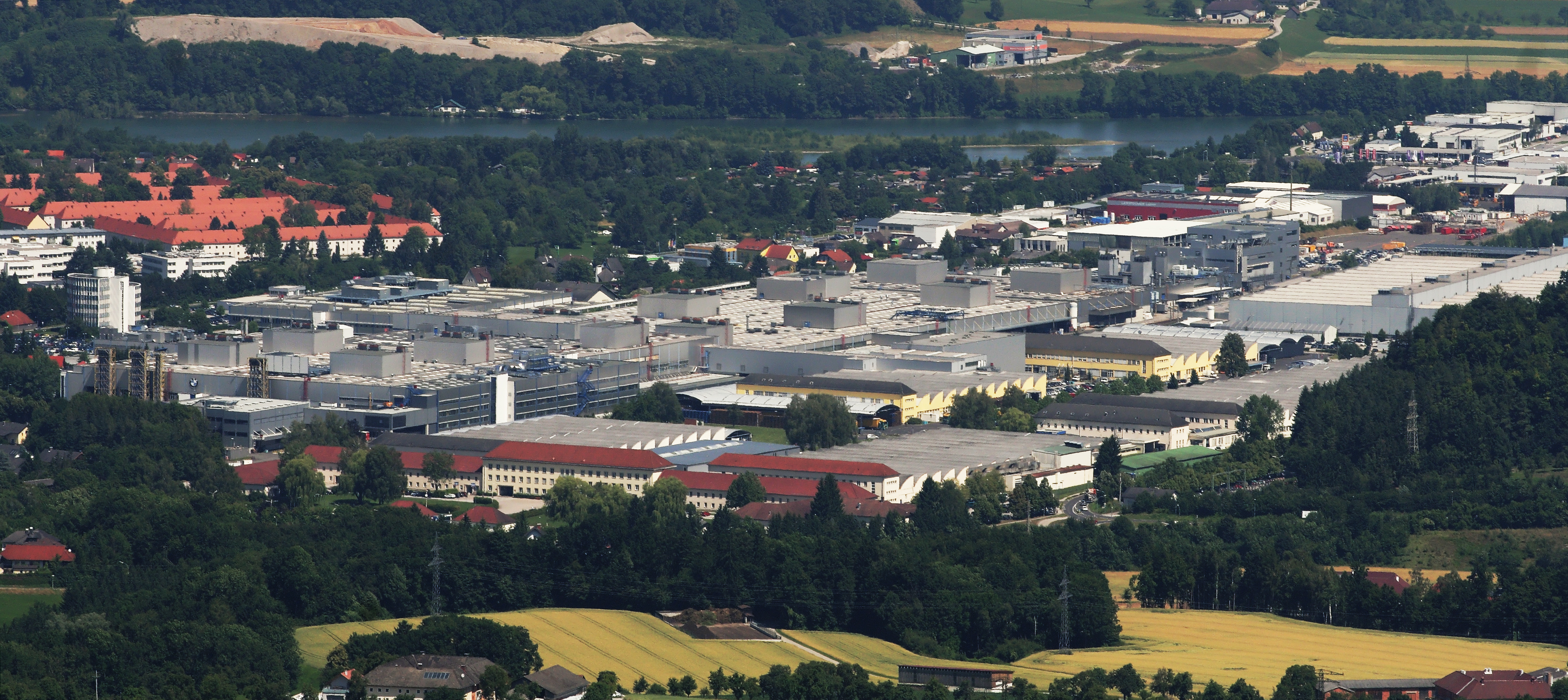
Steyr: SKF-Wälzlagerwerk und dahinter BMW-Motorenwerk

In den Alpenländern ist die SKF-Gruppe zum einen durch die SKF Österreich AG mit Werk in Steyr und zum anderen durch die SKF Schweiz mit Zentrale in Schwerzenbach vertreten. Das Werk von SKF Actuation System (ehemals Magnetic) in Liestal gehört seit dem Verkauf der SKF Motion Technologies an Triton Partners zu Ewellix.
Seit dem Kauf von Economos im Jahr 2006 gehört auch der frühere Stammsitz des Dichtungsherstellers in Judenburg (Österreich) zur SKF-Gruppe.
Zumindest in den 1920er und 1930er Jahren brachte die damalige SKF Kugellagergesellschaft m.b.H. mit Sitz in Wien vierteljährlich Die Kugellager-Zeitschrift heraus. Auch der deutsche Ableger, die Vereinigte Kugellagerfabriken A.G. mit Sitz in Berlin, brachte zu dieser Zeit die gleiche Zeitschrift heraus.

## Engagement
1978 brachte das Unternehmen unter dem Namen Speedy Vorläufer der heutigen Inlineskates auf den Markt. Das Produkt setzte sich nicht durch. Als etliche Jahre später sich Inlineskates durchsetzten, engagierte sich das Unternehmen in diesem Bereich, z. B. durch Sponsoring der deutschen Inlinehockeynationalmannschaft.